# Slobodan Šljivančanin
Slobodan Šlijvančanin, né le 1er mai 1972 à Nikšić (Yougoslavie), est un joueur de basket-ball professionnel macédonien. Il mesure 2,09 m.

## Clubs
- 1989 - 1990 :  Ljubovic
- 1990 - 1991 :  Partizan Belgrade (1re division)
- 1993 - 1995 :  OKK Belgrade (1re division)
- 1995 - 1996 :  Beowuk
- 1996 - 1997 :  Dendi Kiev (1er division)
- 1997 - 1998 :  Kaposvár (1re division)
- 1998 - 1999 : 
  -  Slask Wroclaw (1er division)
  -  Keravnós Strovólou (1re division)
- 1999 - 2000 :  UNICS Kazan (1re division)
- 2000 - 2001 : 
  -  Etoile rouge de Belgrade (1re division)
  -  Pau Orthez (1re division)
- 2001 - 2002 : 
  -  Chalon-sur-Saône (1re division)
  -  Ovarense (1re division)
  -  KK Hemofarm (1re division)

## Équipe nationale
Ancien international macédonien.

## Palmarès
- Champion de France Pro A en 2001.